# Lekkoatletyka na Letnich Igrzyskach Olimpijskich 1992 – bieg na 3000 m z przeszkodami mężczyzn
Bieg na 3000 metrów z przeszkodami mężczyzn podczas XXV Letnich Igrzysk Olimpijskich w Barcelonie rozegrano 3 (eliminacje), 5 (półfinały) i 7 sierpnia 1992 (finał) na Estadi Olímpic de Montjuïc. Zwycięzcą został reprezentant Kenii Matthew Birir, a dwa pozostałe medale również zdobyli zawodnicy z Kenii.

## Rekordy
|                   | Zawodnik       | Narodowość | Czas    | Data                  | Miejsce   |
| ----------------- | -------------- | ---------- | ------- | --------------------- | --------- |
| Rekord świata     | Peter Koech    | Kenia      | 8:05,35 | 3 lipca 1989(dts)     | Sztokholm |
| Rekord olimpijski | Julius Kariuki | Kenia      | 8:05,51 | 30 września 1988(dts) | Seul      |

## Wyniki
| Poz. - pozycja |
| – rekord świata \| – rekord krajowy \| – rekord życiowy \| = – wyrównany rekord życiowy \| · – najlepszy wynik w sezonie \| = – wyrównany najlepszy wynik w sezonie \| – rekord olimpijski |
| Fn – falstart \| DNF – nie ukończył \| DNS – nie wystartował \| DSQ – zdyskwalifikowany |

### Eliminacje
Rozegrano trzy biegi eliminacyjne. Do półfinałów awansowało po sześciu najlepszych zawodników z każdego biegu (Q) oraz sześciu z najlepszymi czasami spośród pozostałych (q).

#### Bieg 1
| Poz. | Zawodnik            | Narodowość        | Rezultat | Uwagi |
| ---- | ------------------- | ----------------- | -------- | ----- |
| 1    | William Mutwol      | Kenia             | 8:26,23  | Q     |
| 2    | Brian Diemer        | Stany Zjednoczone | 8:28,88  | Q     |
| 3    | Colin Walker        | Wielka Brytania   | 8:29,34  | Q     |
| 4    | Steffen Brand       | Niemcy            | 8:30,03  | Q     |
| 5    | Władimir Golas      | WNP               | 8:32,49  | Q     |
| 6    | Thierry Brusseau    | Francja           | 8:33,10  | Q     |
| 7    | Ville Hautala       | Finlandia         | 8:34,10  | q     |
| 8    | Michael Buchleitner | Austria           | 8:40,46  |       |
| 9    | Graeme Fell         | Kanada            | 8:50,87  |       |
| 10   | Davendra Singh      | Fidżi             | 9:07,49  |       |
| –    | Abdelaziz Sahere    | Maroko            | DNS      |       |

#### Bieg 2
| Poz. | Zawodnik            | Narodowość        | Rezultat | Uwagi |
| ---- | ------------------- | ----------------- | -------- | ----- |
| 1    | Matthew Birir       | Kenia             | 8:23,22  | Q     |
| 2    | Clodoaldo do Carmo  | Brazylia          | 8:26,31  | Q     |
| 3    | William Van Dijck   | Belgia            | 8:27,23  | Q     |
| 4    | Azzedine Brahmi     | Algieria          | 8:28,01  | Q     |
| 5    | Tom Buckner         | Wielka Brytania   | 8:28,36  | Q     |
| 6    | Elarbi Khattabi     | Maroko            | 8:28,50  | Q     |
| 7    | Daniel Lopez        | Stany Zjednoczone | 8:29,01  | q     |
| 8    | Hagen Melzer        | Niemcy            | 8:31,89  | q     |
| 9    | Mohammed al- Dosari | Arabia Saudyjska  | 8:36,73  | q     |
| 10   | Igor Konowałow      | WNP               | 8:58,04  |       |
| 11   | Hector Begeo        | Filipiny          | 9:14,48  |       |

#### Bieg 3
| Poz. | Zawodnik                | Narodowość        | Rezultat | Uwagi |
| ---- | ----------------------- | ----------------- | -------- | ----- |
| 1    | Patrick Sang            | Kenia             | 8:27,01  | Q     |
| 2    | Tom Hanlon              | Wielka Brytania   | 8:27,46  | Q     |
| 3    | Ricardo Vera            | Urugwaj           | 8:27,71  | Q     |
| 4    | Mark Croghan            | Stany Zjednoczone | 8:28,15  | Q     |
| 5    | Alessandro Lambruschini | Włochy            | 8:29,64  | Q     |
| 6    | Joseph Mahmoud          | Francja           | 8:30,54  | Q     |
| 7    | Whaddon Niewoudt        | Południowa Afryka | 8:30,61  | q     |
| 8    | João Junqueira          | Portugalia        | 8:32,68  | q     |
| 9    | Hamid Sajjadi           | Iran              | 8:36,87  |       |
| 10   | Marcelo Cascabelo       | Argentyna         | 8:38,89  |       |
| 11   | Jamal Abdi Hassan       | Katar             | 8:54,98  |       |

### Półfinały
Rozegrano dwa biegi półfinałowe. Do finału awansowało po pięciu najlepszych zawodników z każdego biegu oraz dwóch z najlepszymi czasami spośród pozostałych.

#### Bieg 1
| Poz. | Zawodnik          | Narodowość        | Rezultat | Uwagi |
| ---- | ----------------- | ----------------- | -------- | ----- |
| 1    | Matthew Birir     | Kenia             | 8:25,55  | Q     |
| 2    | Steffen Brand     | Niemcy            | 8:26,12  | Q     |
| 3    | Patrick Sang      | Kenia             | 8:26,45  | Q     |
| 4    | William Van Dijck | Belgia            | 8:26,70  | Q     |
| 5    | Tom Hanlon        | Wielka Brytania   | 8:26,91  | Q     |
| 6    | Ricardo Vera      | Urugwaj           | 8:27,46  | q     |
| 7    | Mark Croghan      | Stany Zjednoczone | 8:30,15  |       |
| 8    | Tom Buckner       | Wielka Brytania   | 8:32,89  |       |
| 9    | Ville Hautala     | Finlandia         | 8:33,69  |       |
| 10   | João Junqueira    | Portugalia        | 8:39,17  |       |
| 11   | Daniel Lopez      | Stany Zjednoczone | 8:41,28  |       |
| 12   | Joseph Mahmoud    | Francja           | 8:52,00  |       |

#### Bieg 2
| Poz. | Zawodnik                | Narodowość        | Rezultat | Uwagi |
| ---- | ----------------------- | ----------------- | -------- | ----- |
| 1    | William Mutwol          | Kenia             | 8:19,83  | Q     |
| 2    | Clodoaldo do Carmo      | Brazylia          | 8:20,46  | Q,    |
| 3    | Brian Diemer            | Stany Zjednoczone | 8:23,30  | Q     |
| 4    | Alessandro Lambruschini | Włochy            | 8:23,56  | Q     |
| 5    | Azzedine Brahmi         | Algieria          | 8:25,82  | Q     |
| 6    | Elarbi Khattabi         | Maroko            | 8:27,00  | q     |
| 7    | Władimir Golas          | WNP               | 8:30,26  |       |
| 8    | Colin Walker            | Wielka Brytania   | 8:34,82  |       |
| 9    | Mohammed al- Dosari     | Arabia Saudyjska  | 8:36,38  |       |
| 10   | Whaddon Niewoudt        | Południowa Afryka | 8:37,99  |       |
| 11   | Hagen Melzer            | Niemcy            | 8:38,07  |       |
| 12   | Thierry Brusseau        | Francja           | 8:42,48  |       |

### Finał
| Poz. | Zawodnik                | Narodowość        | Rezultat |
| ---- | ----------------------- | ----------------- | -------- |
| 1    | Matthew Birir           | Kenia             | 8:08,84  |
| 2    | Patrick Sang            | Kenia             | 8:09,55  |
| 3    | William Mutwol          | Kenia             | 8:10,74  |
| 4    | Alessandro Lambruschini | Włochy            | 8:15,52  |
| 5    | Steffen Brand           | Niemcy            | 8:16,60  |
| 6    | Tom Hanlon              | Wielka Brytania   | 8:18,14  |
| 7    | Brian Diemer            | Stany Zjednoczone | 8:18,77  |
| 8    | Azzedine Brahmi         | Algieria          | 8:28,71  |
| 9    | William Van Dijck       | Belgia            | 8:22,51  |
| 10   | Elarbi Khattabi         | Maroko            | 8:23,82  |
| 11   | Clodoaldo do Carmo      | Brazylia          | 8:25,92  |
| 12   | Ricardo Vera            | Urugwaj           | 8:26,35  |